# 立命館大学の人物一覧
立命館大学の人物一覧（りつめいかんだいがくのじんぶついちらん）は、立命館大学に関係する人物の一覧記事。
※多くの卒業生・関係者が存在するためウィキペディア日本語版内に既に記事が存在する人物のみを記載する。

## 学祖
- 西園寺公望

## 創立者
- 中川小十郎（立命館大学の前身、京都法政学校の創立者）

## 功労者など
- 織田萬： 立命館名誉総長、教頭（1924年 - 1927年）、学長事務取扱（1936年 - 1940年）
- 末弘威麿： 大学創立功労者

## 教職員

### 歴代総長
- 中川小十郎（学監：1900年6月 - 1913年12月、館長：1913年2月 - 1931年7月、総長：1931年7月 - 1944年10月）：教育者、政治家、実業家
- 末川博（総長：1948年2月 - 1949年1月、1949年4月 - 1969年4月）：法学者
- 武藤守一（総長：1970年2月 - 1970年9月）：経済学者
- 細野武男（総長：1970年11月 - 1978年6月）：法学者
- 天野和夫（総長：1978年7月 - 1984年12月）：法学者
- 谷岡武雄（総長：1985年1月 - 1990年12月）：地理学者
- 大南正瑛（総長：1991年1月 - 1998年12月）：工学者。瑞宝重光章受章。
- 長田豊臣（総長：1999年1月 - 2006年12月）：歴史学者。（文学博士《立命館大学》）
- 川口清史（総長：2007年1月 - 2014年12月）：経済学者。
- 吉田美喜夫（総長：2015年1月 - 2018年12月）：法学者。（法学博士《立命館大学》）
- 仲谷善雄（総長：2019年1月 - 現職）：理工学者。

### 現職

#### 法学部
- 二宮周平 民法（家族法）
- 大西祥世 憲法（元政策秘書，元内閣府事務官）
- 徐勝 比較人権法
- 村上弘 行政学（地方自治論）
- 本山敦 - 民法（家族法）
- 竹濱修 保険法
- 吉次公介 日本政治外交史

#### 文学部
- 庵逧由香 朝鮮近現代史、国際関係史
- 生田真人 経済地理学
- 上田高弘 美術史、美術批評
- 上田博 近代文化学
- 大橋一弘 カウンセリング論
- 春日井敏之 教育心理学、臨床教育学
- 加藤政洋 人文地理学
- 北岡明佳 知覚心理学
- 北村稔 中国近現代史
- 佐藤達哉 心理学
- 高橋秀寿 ドイツ現代史
- 仲間裕子 西洋美術史
- 彦坂佳宣 日本語学
- 本郷真紹 日本古代史
- 丸山美知代 英米文学
- 美川圭 日本中世史
- 東島誠 日本中世史
- 桂島宣弘 日本近世史
- 山崎有恒 日本近代史
- 小関素明 日本近代史
- 長友朋子 日本考古学、民族考古学
- 矢野桂司 地理学、人文地理学会会長

#### 産業社会学部
- 有賀郁敏 歴史社会学
- 岡本茂樹 臨床心理学
- 神保哲生 ジャーナリズム
- 津田正夫 テレビジャーナリズム 、パブリック・アクセス論、現代メディア論
- 富永京子 社会運動論
- 福間良明 メディア論
- 宮口幸治 児童精神医学、非行臨床
- 吉田誠 産業・労働社会学、日本労働社会学会代表幹事
- リム・ボン 都市政策論

#### 国際関係学部
- 足立研幾 国際政治学
- 大島堅一 環境経済学
- 奥田宏司 国際金融論
- 佐藤誠 アフリカ研究
- 白戸圭一　アフリカ研究
- 末近浩太 中東政治
- 高橋伸彰 日本経済論
- 本名純 インドネシア政治
- 益田実 イギリス政治外交史
- 松下冽 途上国政治論
- 南川文里 社会学
- 南野泰義 比較政治学
- 文京洙 韓国政治
- 山下範久 社会学
- モハメド・サイフラ・オザキ 開発経済学。イスラム国幹部

#### 政策科学部
- 上久保誠人 政治学
- 高村学人 法社会学
- 見上崇洋 行政法学
- 宮脇昇 国際政治学
- 森裕之 公共政策論

#### 経済学部
- 坂本和一（前立命館アジア太平洋大学学長） 工業経済論
- 四方利明 教育社会学
- 松本朗 社会経済学、貨幣信用論
- 山井敏章 西洋経済史、大塚史学
- 松尾匡 理論経済学

#### スポーツ健康科学部
- 田畑泉 スポーツ科学，タバタ式トレーニングの考案者

#### 経営学部
- 石崎祥之 観光学

#### 理工学部
- 及川清昭 都市工学
- 渡辺信三 確率論

#### 情報理工学部
- 李周浩 ロボット工学
- 上原哲太郎 情報セキュリティ
- 谷口忠大 人工知能、創発システム ビブリオバトル考案者
- 坪泰宏 神経科学

#### 映像学部
- 飯田和敏 ゲームクリエイター
- 中村彰憲 経営学、日本デジタルゲーム学会会長

#### 総合心理学部
- 髙橋潔 産業心理学・組織行動論

#### 公務研究科
- 加茂利男 政治学

#### 先端総合学術研究科
- 上村雅之 ハードウェア
- 小川さやか 文化人類学
- 小泉義之 哲学・倫理学
- 後藤玲子 経済哲学
- 立岩真也 社会学
- 千葉雅也 哲学・表象文化論
- 西成彦 比較文学
- 西川長夫 比較文化論
- 渡辺公三 文化人類学

#### テクノロジー・マネジメント研究科
- 田尾啓一 ファイナンス戦略、リスクマネジメント、金融工学

#### 法科大学院・法学研究科
- 松宮孝明 刑法
- 市川正人 憲法
- 松井芳郎 国際法
- 吉村良一 民法、環境法
- 平野仁彦 基礎法学（法哲学）
- 彦惣弘 民事法、倒産処理法、元京都弁護士会会長

#### 経営大学院（経営管理研究科）
- 濱田初美 競争戦略、経営政策、オーナーシップ、戦略経営の実践
- 鳥山正博 マーケティング、マーケティングリサーチ、
- 永田稔 人的資源管理

#### その他
- 佐々木冠 立命館大学大学院言語教育情報研究科教授
- モンテ・カセム 学校法人立命館副総長、立命館アジア太平洋大学学長
- 彬子女王 立命館大学衣笠総合研究機構ポストドクトラルフェロー
- 寺島実郎 立命館大学国際関係学部客員教授
- 西山昭彦 立命館大学共通教育推進機構教授
- 岡本行夫 立命館大学客員教授
- 薮中三十二 立命館大学客員教授
- 宮家邦彦 立命館大学客員教授
- やすいゆたか 立命館大学講師

## 卒業者

### 政治

#### 現職国会議員
- 有田芳生（衆議院議員、前参議院議員、立憲民主党）
- 泉健太（衆議院議員、前立憲民主党代表、立憲民主党）
- 梅村みずほ（参議院議員、参政党）
- 川合孝典（参議院議員、国民民主党）
- 天畠大輔（参議院議員、れいわ新選組）※大学院
- 林佑美（衆議院議員、日本維新の会）
- 堀川朗子（衆議院議員、日本共産党）
- 山登志浩（衆議院議員、立憲民主党）
- 山花郁夫（衆議院議員、立憲民主党）

#### 元職国会議員
- 石井拓（前衆議院議員、元愛知県議会議員、自由民主党）
- 市田忠義（前参議院議員、元日本共産党中央委員会書記局長）
- 翫正敏（前参議院議員、日本社会党）
- 植田至紀（前衆議院議員、社民党）
- 梅村早江子（前衆議院議員、日本共産党）
- 大上司（元衆議院議員、自由民主党、自治政務次官など）
- 岡田広（元参議院議員、元復興副大臣、元内閣府副大臣、元水戸市長、自由民主党）
- 小川半次（前衆議院議員・参議院議員、自由民主党、裁判官弾劾裁判所裁判長）
- 奥村展三（前衆議院議員、元文部科学副大臣、民主党）中退
- 大野木秀次郎（前貴族院議員、参議院議員、国務大臣、サンフランシスコ講和条約首席全権代理などを歴任）中退
- 金光邦三（元衆議院議員、元富山県魚津市長）
- 木下元二（前衆議院議員、日本共産党）
- 国井正幸（前参議院議員、元農林水産副大臣、自由民主党）
- 穀田恵二（元衆議院議員、日本共産党）
- 田中伊三次（前衆議院議員、自由民主党、法務大臣、自治庁長官、衆議院副議長など）
- 田中好（前衆議院議員、自由民主党）
- 地崎宇三郎（前衆議院議員、自由民主党、運輸大臣、衆議院地方行政委員長、札幌大学理事長など）中退
- 長尾敬（前衆議院議員、内閣府大臣政務官、自由民主党）
- 西村章三（前衆議院議員、民社党、新進党、自由党、安全保障委員長など）
- 野原覚（前衆議院議員、日本社会党）
- 萩山教嚴（前衆議院議員、自由民主党、元防衛庁副長官）
- 藤田藤太郎（前参議院議員、日本社会党、元総評議長）中退
- 古本伸一郎（前衆議院議員、元財務大臣政務官、国民民主党
- 松岡広隆（前衆議院議員、民主党）
- 松田正一（前衆議院議員、立憲民政党）
- 溝淵春次（元参議院議員）
- 皆吉稲生（前衆議院議員、民主党）
- 本村和喜（前参議院議員、自由民主党）
- 矢尾喜三郎（前衆議院議員、日本社会党）
- 山名靖英（前衆議院議員、元総務大臣政務官、公明党）
- 山本孝史（前参議院議員、民主党、元衆議院議員、日本新党）

#### 知事
- 稲葉稔（元滋賀県知事、第34号名誉博士）

#### 市町村長
- 五十里武（元茨城県鹿嶋市長）
- 宇治田省三（元和歌山市長）
- 岩室敏和（元大阪府阪南市長）
- 門川大作（元京都市長）
- 大橋一夫（京都府福知山市長）
- 井上正嗣（元京都府宮津市長）
- 小川竹二　(元新潟県豊栄市長)
- 角田悠紀（富山県高岡市長）
- 関貫久仁郎（兵庫県豊岡市長）
- 北村春江（元兵庫県芦屋市長）
- 清藤真司（元高知県香南市長）
- 隈元新（元鹿児島県伊佐市長）
- 小浮正典（愛知県豊明市長）※法科大学院
- 小島幸夫（元京都府亀岡市長）
- 是永修治（大分県宇佐市長）
- 櫻本直樹（滋賀県野洲市長）
- 沢山保太郎（元高知県東洋町長）
- 竹本幸夫（愛知県豊川市長）
- 天満祥典（元広島県三原市長）
- 冨田裕樹（元大阪府池田市長）
- 仲川元庸（奈良市長）
- 成瀬敦（第9代愛知県幸田町長）[1]
- 二宮隆久（愛媛県大洲市長）
- 野口聖（元大阪府岸和田市長）
- 福井正明（滋賀県高島市長）
- 冨宅正浩（大阪府柏原市長）
- 伏見隆（大阪府枚方市長）※法科大学院中退
- 松本篤（元香川県小豆島町長）
- 宮崎辰雄（元兵庫県神戸市長）
- 森智広（三重県四日市市長）
- 山下史守朗（愛知県小牧市長）
- 山本優真（大阪府泉南市長）
- 横川真澄（岐阜県海津市長）

#### 地方議会
- 長谷川俊英（堺市議会議員）
- 広島了輔（元鳥取県議会副議長）
- 山本健治（元大阪府議会議員）
- 青山暁（兵庫県議会議員）

#### 海外政界
- 愛新覚羅溥傑（清宣統帝愛新覚羅溥儀の実弟。中華人民共和国全国人民代表大会人民代表、第19号名誉法学博士）
- 王毅（中華人民共和国の政治家・外交官、第35号名誉博士）
- マハティール・ビン・モハマド（マレーシア首相、第36号名誉博士）
- 金大中（大韓民国元大統領、第37号名誉博士）

### 経済
- 青木定雄（MKグループ創業者）
- 味澤将宏（Facebook日本法人代表取締役）
- 荒木幸彦（ニチコン元代表取締役社長兼COO）
- 安藤百福（日清食品創業者、元代表取締役会長、立命館大学「名誉館友」、25号名誉博士）
- 飯塚真規（TKC代表取締役社長）
- 井口尊仁（DOKI DOKI, INC.最高経営責任者、頓智ドット元CEO）
- 池田英輔（旭化成ホームズ元代表取締役社長、元プレハブ建築協会副会長）
- 石原広一郎（石原産業創業者、財団法人立命館元理事長）
- 今西建太（デイアライブ創業者）
- 大西里枝（京扇子店「大西常商店」四代目女将）
- 岡本光一（キーエンス元常務取締役、公益社団法人プラザ・コム代表理事）
- 垣内俊哉（ミライロ創業者）
- 笠真一（バーガーキング・ジャパン代表取締役社長）
- 勝忠男（松竹芸能創業者・元代表取締役社長）
- 蟹江嘉信（カゴメ元代表取締役社長）
- 川勝傳（南海電気鉄道元代表取締役兼社長、南海ホークス元オーナー）
- 河原四郎（大同生命保険元代表取締役社長）
- 川本八郎（学校法人立命館元理事長）
- 木村碩志（アース製薬元常務取締役）
- 清武英利（読売ジャイアンツ元取締役球団代表・編成本部長）
- 工藤恭孝（ジュンク堂書店創業者、代表取締役社長）
- 小林仁（ベネッセコーポレーション代表取締役社長COO）
- 小山正彦（プリンスホテル代表取締役社長）
- 迫佑樹（株式会社スキルハックス代表取締役社長）
- 佐藤研一郎（ローム創業者、元代表取締役社長）
- 佐藤満（ゼネラルモーターズ・ジャパン元代表取締役社長、佐藤満国際経営・農業研究所所長）
- 澤村諭（ローム代表取締役社長）
- 菅下清廣（経済評論家）
- 住野公一（オートバックスセブン元代表取締役CEO）
- 髙﨑秀夫（京都銀行元代表取締役会長）
- 瀧井利彌（タキイ種苗元代表取締役社長）
- 滝下信夫（のぶちゃんマン代表取締役社長）
- 竹内亮介（R・グローバルジャパン代表取締役社長）
- 谷水雄三（日本馬主協会連合会会長、タニミズ企画代表取締役会長）
- 中田寛（アキレス元社長）
- 西村清次（京都中央信用金庫元理事長）
- 布垣豊（京都中央信用金庫元理事長）
- 羽賀孝（丸大食品元社長）
- 平井嘉一郎（ニチコン創業者、元代表取締役社長、元代表取締役会長、立命館名誉館賓）
- 廣慶太郎（クボタ元代表取締役社長、関西経済同友会代表幹事）
- 藤根靖晃（経済アナリスト、アナリストネットJAPAN代表取締役社長）
- 牧野庄三（新潟放送代表取締役社長）
- 村上健治（大和ハウス工業元代表取締役社長）
- 道端進（京都中央信用金庫元理事長）
- 森金次郎（税理士、1997年 - 日本税理士会連合会前会長）
- 森川典子 (元ボッシュ副社長)
- 山岡景一郎（経営コンサルタント、学校法人平安女学院理事長・学院長・大学学長）
- 山中諄（南海電気鉄道代表取締役会長、関西経済同友会代表幹事、校友会現会長）
- 山本晃則（キーエンス取締役特別顧問、元代表取締役社長）
- 分林保弘（日本M&Aセンター創業者、代表取締役会長）

### 行政・司法
- 橋本徹（財務省中国財務局長、元造幣局理事）
- 二石昌人（駐ブルキナファソ特命全権大使）
- 花谷卓治（駐モロッコ特命全権大使）
- 石井敏弘（元科学技術庁長官官房長、元宇宙開発事業団副理事長、元ライフサイエンス振興財団理事長）
- 柳孝（文部科学事務次官、元内閣府政策統括官、元文部科学省大臣官房長）
- 行松泰弘（文部科学省サイバーセキュリティ・政策立案総括審議官、元北海道大学教授）
- 山口信彦（大阪府副知事）
- 山内修一（京都府副知事、元京都府文化環境部長）
- 山下晃正（京都府副知事、京都モデルフォレスト協会副理事長）
- 岡田憲和（京都市副市長、大学コンソーシアム京都評議員会副議長）
- 松本哲泓（元大阪高等裁判所総括判事、関西大学教授）
- 多見谷寿郎（津地方裁判所所長、元福岡高等裁判所那覇支部長）
- 村田浩治（弁護士）
- 北潟谷仁（弁護士、元札幌弁護士会副会長）
- 水野武夫（弁護士、元日本弁護士連合会副会長、元近畿弁護士会連合会理事長、日本センチュリー交響楽団理事長）
- テヴィタ・スカ・マンギシ（トンガの弁護士、外交官、駐日大使）
- 角田龍平(弁護士)

### 研究
- 赤井達郎（歴史学者、元奈良教育大学学長）
- 浅野秀剛（美術史家、大和文華館・あべのハルカス美術館館長）
- 浅羽祐樹（政治学者、同志社大学教授）
- 鎮目真人（社会学者、立命館大学教授）
- アマルティア・セン（経済学者、1998年ノーベル経済学賞、第33号 名誉博士）
- 安達栄司（民事訴訟法学者、立教大学教授）
- 李修京（歴史社会学者、東京学芸大学准教授）
- 井尻雄士（会計学者、カーネギーメロン大学大学院教授）
- 井戸田侃（立命館大学名誉教授）
- 今西一（歴史研究者、小樽商科大学教授）
- 岩井宏實（民俗学者、国立歴史民俗博物館名誉教授、元帝塚山大学学長）
- 馬原鉄男（歴史学者、立命館大学教授）
- 梅野正信（鹿児島大学教授、社会科教育学、1977年）
- 岡本亮輔（宗教学者、北海道大学准教授）
- 尾川昌法（歴史学者、部落問題研究所理事）
- 長志珠絵（歴史学者、神戸大学教授）
- 小畑力人（観光学者、和歌山大学元理事。神戸山手大学客員教授。立命館大学元教育研究事業部長）
- 上總康行（会計学者、京都大学名誉教授）
- 鎌田道隆（日本史学者、元奈良大学学長）
- 河原梓水（歴史学者、福岡女子大学教授）
- 川村匡由（社会福祉研究者、武蔵野大学大学院教授）
- 菊屋吉生（美術史学者、山口大学教授）
- 北川秀樹（法学者、龍谷大学教授）
- 北野弘久（法学者、日本大学名誉教授）
- 木股知史（日本文学者、甲南大学教授）
- 木原正雄（経済学者、京都大学名誉教授、日本学術会議会員）
- 工藤教孝（経済学者、名古屋大学教授）
- 熊谷真菜（生活文化研究家、日本コナモン協会会長）
- 見城悌治（歴史学者、千葉大学教授）
- 小谷賢（政治学者、防衛研究所助手）
- 小西紀一（作業療法士、姫路獨協大学教授）
- 小橋一郎（法学者、同志社大学名誉教授）
- 小山義一（鉄道技術者、名古屋鉄道元社員。名古屋観光専門学校元講師）
- 小室豊允（法学者、姫路獨協大学元学長）
- 佐々木高明（国立民族学博物館元館長、同館名誉教授）
- 佐藤厚（社会学者、同志社大学教授）
- 佐藤友美子（研究者、国土審議会専門委員、神戸大学委員）
- 清水耕一（経済学者、岡山大学教授）
- 白川静（漢学者、立命館大学名誉教授、2004年文化勲章）
- 鈴木一人（政治学者、東京大学教授）
- 高木博志（歴史学者、京都大学教授）
- 高島正憲（経済学者、関西学院大学准教授、日経・経済図書文化賞）
- 高橋友子（イタリア史学者、神戸女学院大学教授）
- 高橋智隆（ロボットクリエーター、株式会社ロボ・ガレージ代表取締役社長、東京大学先端科学技術研究センター特任准教授）
- 高原一隆（経済学者、北海学園大学名誉教授・元広島大学教授）
- 田島陽一（経済学者、東京外国語大学准教授）
- 田辺昭三（考古学者、元奈良大学教授）
- 田中修實（日本史学者、就実短期大学教授）
- 田中日佐夫（近代美術史学者、成城大学名誉教授、文芸評論家）
- ティムール・ダダバエフ（筑波大学教授）
- 戸所隆（地理学者、高崎経済大学教授）
- 外村彰（国文学者、安田女子大学教授）
- 毛利公一（情報工学者、立命館大学教授）
- 木野仁（情報工学者、中京大学准教授）
- 富田英典（社会学者、関西大学教授）
- 豊田兼彦（法学者、大阪大学教授、法務省司法試験予備試験考査委員）
- 中ノ堂一信（美術史学者、京都造形芸術大学教授）
- 中村喬（中国文学者、立命館大学名誉教授　文学博士《立命館大学》）
- 中本悟（経済学者、立命館大学教授、元日本国際経済学会会長）
- 西川富雄（哲学者、立命館大学名誉教授、瑞宝中綬章）
- にしゃんた（経済学者、羽衣国際大学准教授、タレント）
- 野上憲男（文学者、京都経済短期大学学長）
- 橋谷博（化学者、島根大学名誉教授）
- 橋本雄一（地理学者、北海道大学教授）
- 羽尻公一郎（立命館大学理工学部准教授、早稲田大学理工学部客員教授）
- 長谷川秀樹（社会学者、横浜国立大学教授、渋沢・クローデル賞LVJ特別賞）
- 平井和子（歴史学者、一橋大学客員教授、山川菊栄賞）
- 廣岡裕一（観光学者、和歌山大学教授）
- 廣瀬鎮（文化人類学者、名古屋学院大学教授）
- 深江誠子（平安女学院大学女性学研究センター長）
- 米谷隆三（商法学者、元東京商科大学教授）
- 前田憲司（芸能史研究家、上方演芸資料蒐集家）
- 町田章（奈良国立文化財研究所所長、考古学者）
- 増田辰良（法と経済学の研究者、北星学園大学教授）
- 松浦玲（歴史学者、桃山学院大学教授）
- 松塚俊三（イギリス史学者、福岡大学教授）
- 松本祥志（法学者、札幌学院大学名誉教授）
- 水岡不二雄（経済地理学者、一橋大学教授）
- 宮内裕（法学者、刑法学、京都大学教授）
- 文世一（経済学者、京都大学教授）
- 森川展男（比較社会学者、近畿大学教授）
- 守屋貴司（経営学者、立命館大学教授）
- 守屋毅（歴史学者、国立民族学博物館教授）
- やすいゆたか（哲学者）
- 安田喜憲（環境考古学者、国際日本文化研究センター教授）
- 山尾幸久（歴史学者、立命館大学名誉教授）
- 山口有紗（医師、医学者）
- 山口洋典（立命館大学共通教育推進機構サービスラーニングセンター准教授）
- 山口定（政治学者、立命館大学名誉教授）
- 山本伸（文学者、黒人文学、四日市大学教授）
- 湯本誠（社会学者、札幌学院大学教授）
- 横井清（歴史学者、富山大学、桃山学院大学教授）
- 吉村和真（漫画研究者、京都精華大学准教授）
- ラジェンドラ・パチャウリ（IPCC議長、第38号名誉博士）
- 渡辺浩平（中国メディア研究者、北海道大学教授）

### 宗教
- 坂口博翁（真言宗大覚寺派宗務総長、大本山大覚寺執行長、別格本山覚勝院住職、京都嵯峨芸術大学理事長）
- 多川俊映（興福寺貫首）
- 川勝承哲（等持院副住職）

### 文学
- 姉小路祐（推理作家、第11回横溝正史賞）
- 井上由美子（脚本家、橋田賞受賞、「白い巨塔」など）
- 伊藤遊（作家、1997年児童文学ファンタジー大賞など）
- 犬飼ねこそぎ（推理作家）
- 井上元衛（作家、朱鳥同人、「踊子」・「病葉の歌」）
- 岩本敏男（児童文学作家・作詞家、赤い鳥文学賞受賞）
- 上野瞭（児童文学作家・評論家）
- 上原隆（作家、エッセイスト、コラムニスト）
- 宇野常寛（評論家）
- 古谷経衡（評論家）
- ベンジャミン・クリッツァー（批評家）
- 岡本さとる（脚本家、演出家、映画プロデューサー、「水戸黄門」など）
- 奥田哲也（ミステリ作家）
- 金堀則夫（詩人、詩誌「石の森」主催、日本詩人クラブ賞受賞）
- 川口有美子（ノンフィクション作家）
- 川野彰子（作家）
- 喜多哲士（SF作家、童話作家、書評家）
- 桐野作人（歴史作家）
- 楠見朋彦（作家、1999年「第23回すばる文学賞」受賞）
- 栗山良八郎（作家）
- 左方郁子（作家）
- 清水良典（文芸評論家）
- 下永聖高（SF作家）
- 上甲宣之（作家、2004年「このミステリーがすごい!大賞」）
- 笙野頼子（作家、1981年群像新人文学賞、1991年野間文芸新人賞、1994年三島由紀夫賞、第111回芥川賞など）
- 高井忍（作家、2005年ミステリーズ!新人賞受賞）
- 高島裕（歌人、寺山修司短歌賞受賞）
- 高瀬隼子（小説家、2019年すばる文学賞、第167回芥川賞受賞）
- 高野澄（作家）
- 棚木恒寿（歌人、現代歌人協会賞受賞）
- 田名部宗司（ライトノベル作家、電撃小説大賞受賞）
- 千早茜（作家、小説すばる新人賞、泉鏡花文学賞、第168回直木賞受賞）
- 坪内稔典（俳人、京都教育大学教授、俳句「船団の会」代表）
- 田原（詩人、翻訳家、H氏賞受賞）
- 典厩五郎（作家、1987年サントリーミステリー大賞など）
- 中井拓志（作家、「日本ホラー小説大賞」受賞）
- 成田青央（作家）
- 仁川高丸（作家、1991年「すばる文学賞佳作賞」受賞）
- 西尾維新（作家、2002年「メフィスト賞」受賞）
- 西本秋（作家、2002年小説推理新人賞受賞）
- 朴慶南（作家、1992年「青丘文化奨励賞」受賞）
- 平田俊子（詩人、「詩のボクシング」3代目チャンピオン、萩原朔太郎賞など）
- 久遠恵（作家）
- 藤原緋沙子（作家、脚本家）
- 藤本義一 （作家、第71回直木賞受賞）
- 古川嘉一郎（フリーライター、放送作家、演芸評論家）
- 星あかり（児童文学作家）
- まきのえり（作家、1987年「早稲田文学新人賞」受賞）
- 水上勉（作家、第11回「谷崎潤一郎賞」、第4回「川端康成文学賞」第7回「吉川英治文学賞」第16回「斎田喬戯曲賞」、第42回「日本芸術院賞恩賜賞」、第45回直木賞など多数受賞）
- マイケル・エメリック（作家、翻訳家、川端康成、高橋源一郎、吉本ばなな等、日本人作家の翻訳を多く手掛ける）
- 前島不二雄（作家、2003年「歴史群像大賞」受賞など）
- 水野良（作家、クリエーター、「ロードス島戦記シリーズ」、「ミラーエイジ」など）
- 八重野統摩（作家、ライトノベル作家）
- 森哲弥（詩人、H氏賞受賞）
- 森島いずみ（児童文学作家、産経児童出版文化賞受賞）
- やえがしなおこ（児童文学作家、椋鳩十児童文学賞、新美南吉児童文学賞受賞）
- 安森敏隆（歌人、現代歌人集会賞受賞）
- 山田航（歌人、角川短歌賞、現代歌人協会賞受賞）
- 横山充男（児童作家、東海学園大学教授、「日本児童文芸家協会賞」受賞）
- よしだあつこ（脚本家）
- 和田繁二郎（歌人、国文学者）
- 跡部蛮（歴史作家、歴史研究家）

### 芸術・文化

#### 古典芸能
- 佐々木千吉（大蔵流狂言師、茂山千五郎一門）
- 茂山逸平（俳優、大蔵流狂言師）
- 茂山忠三郎（大蔵流狂言師）
- 茂山正邦（大蔵流狂言師）
- 松本薫（大蔵流狂言師）

#### 囲碁・将棋
- 石本さくら（将棋女流棋士）
- 香川愛生（将棋女流棋士）
- 北村桂香（将棋女流棋士）
- 齊藤裕也（将棋棋士）
- 武富礼衣（将棋女流棋士）
- 冨田誠也（将棋棋士）
- 和田あき（将棋女流棋士）

#### 映画
- 井上泰治（映画監督）
- 黒田義之（映画監督）
- 鈴木則文（映画監督）
- 瀬木直貴（映画監督）
- 高林陽一（映画監督）
- 丹野雅仁（映画監督）
- 長沖渉（演出家）
- 西尾大介（アニメーション監督）
- 林海象（映画監督）
- 三隅研次（映画監督、大映）
- 源孝志（映画監督、テレビプロデューサー、脚本家）
- 矢田清巳（テレビディレクター）
- 山口洋輝（映画監督）
- 渡部亮平（映画監督）

#### 演劇
- 故林広志（劇作家、コント作家）
- 佐々木智広（劇作家、演出家、ゲームシナリオライター）
- 土田英生（劇作家、MONO代表）
- 蟷螂襲（劇作家、俳優）
- 松田正隆（劇作家、劇団時空劇場主宰、岸田国士戯曲賞）
- 水沼健（劇作家、演出家、近畿大学教授）

#### 美術
- ありむら潜（漫画家）
- 小野忠熈（西洋画家、山口大学名誉教授）
- 岸本篤子（日本画家）
- 須賀原洋行（漫画家、「よしえサンち」など）
- 皇名月（漫画家、角川ASUKA漫画大賞入選）
- 丹野忍（イラストレーター）
- ちると（漫画家）
- 寺島令子（漫画家・作家、「チルドレンプレイ」、「ネコの缶詰」など）
- 中野弘彦（日本画家、成安造形大学名誉教授）
- 流政之（彫刻家、吉田五十八賞など多数）
- 日高浩耀（西洋画家、日本表現派同人）
- 柳たかを（イラストレーター）
- 山田詩子（絵本作家、イラストレーター）
- 山田喜代春（日本画家）
- 磯見俊裕（映画美術デザイナー、映画プロデューサー、東京芸術大学大学院映像研究科教授）

#### 写真
- 小野啓（写真家）
- 北奥耕一郎（写真家）
- 渋谷敦志（写真家、MSFフォトジャーナリスト賞、JPS展金賞）
- 竹前朗（写真家）
- 早崎治（写真家、元日本広告写真家協会会長）
- 宮野正喜（写真家）
- 山本建三（写真家）

#### 音楽
- 青柳誠（ジャズ奏者）
- 池田成男（ツィター演奏家）
- 石川利光（尺八奏者）
- 伊丹典子（マンドリン奏者）
- 伊吹新一（指揮者・音楽監督）
- 伍芳（中国古箏奏者、タレント）
- 金谷こうすけ（ピアノ奏者）
- 川口慧耀（箏奏者）
- 恵子ロゼーテ（チェンバロ奏者）
- 嶋田孝一（ヴァイオリン奏者）
- 高橋竹秀（津軽三味線奏者）
- 谷本久美子（ジャズ歌手）
- 俵英三（フラメンコギタリスト）
- 月田秀子（ファド歌手）
- パパダイスケ（音楽プロデューサー、「花*花」、「少年ナイフ」など）
- 史佳Fumiyoshi（津軽三味線奏者）
- 諸岡亮子（宗教音楽家）
- 松尾卓郎（合唱指揮者）
- 松浦雅也（PSY・S）
- hatao（ケルトの笛演奏家）

#### 書道
- 今井凌雪（書道家、筑波大学名誉教授、日本芸術院賞恩賜賞受賞）
- 華雪（書道家）
- 近藤摂南（書道家、日展理事）
- 福田祥洲（書道家、現代美術作家）

#### 陶芸
- 稲葉直人（陶芸家）
- 大嶺實清（陶芸家、沖縄県立芸術大学元学長）
- 井上春峰（陶芸家、1997年三代目春峰襲名）
- 柴辻政彦（陶芸家、美術評論作家）
- 清水卯一（陶芸家、人間国宝）
- 恒岡光興（陶芸家、伊賀陶芸）
- 星野暁（陶芸家、イースト・シドニー・テクニカル・カレッジ客員準教授《オーストラリア》、大阪産業大学教授）
- 宮田堅一（陶芸家）

#### その他の芸術・文化
- 安藤桂甫（京人形師）
- 池坊由紀（華道家、池坊次期家元）
- 出江寛（建築家）
- 井上敬一（実業家、作家、コミュニケーションデザイナー）
- 岩野平三郎（越前和紙制作、県無形文化財）
- 小川後楽（小川流煎茶家元）
- 春日粧（染色作家）
- 春日英克（木工作家）
- 片岡行雄（京人形師、京の名工）
- 木田真理子（バレリーナ）
- 久世久宝（茶道道具作家、四代目「久宝」）
- 工藤直（ガラス工芸家）
- 阪本智香（帽子デザイナー）
- 隅谷正峯（日本刀鍛練所、人間国宝）
- 高瀬義夫（芸術家）
- 田上恵美子（ガラス作家、とんぼ玉製作者）
- 土田俊郎（スクウェア・エニックスゲームデザイナー）
- 長艸敏明（京刺繍作家）
- 中村紀彦（映像・映画理論研究者。タイ人の映画監督アピチャートポン・ウィーラセータクンに関する日本唯一の研究者）
- 松本司（華道未生流副家元）
- 宮島健吉（着装道古典宮島流・宗家。日本服飾文化史研究会会長）
- 村田吉弘（料理人、京料理屋「菊乃井」主人）
- 山口憲（能装束研究家）
- 山口通惠（染色作家、京都芸術短期大学助教授）
- 山下弘枝（郷土史家、茶道家、華道家、神職）
- 山本わかめ（AV監督、ソフト・オン・デマンド所属）
- Shuzo Azuchi Gulliver（現代アート作家）
- 西井将哉 (伝統演出家)

### 芸能

#### 映画・演劇
- 朝井瞳子（女優）
- 有川正治（俳優、東映所属）
- 乾政子（声優）
- うのちひろ（声優）
- 内田淳子（女優）
- 江村修平（俳優）
- 大浦龍宇一（俳優・歌手）
- 大空直美（声優）
- 菊地瞳（声優）
- 日下七海（女優）
- 早織（女優、『舞妓Haaaan!!!』、『時効警察』など）
- 小林綾子（女優）
- 小山力也（俳優・声優、「俳優座」出身）
- 近藤フク（俳優）
- 近藤善揮（俳優）
- 佐々木梅治（俳優・声優、劇団民藝所属）
- 杉裕之（俳優）
- 鈴木貴之（俳優）
- 髙田次郎（俳優、松竹新喜劇）
- 田川恵理（元女優・タレント、現芸名：瑛莉）
- 谷風作（俳優）
- 伊達朱里紗（中退、声優・プロ雀士）
- 段田安則（中退、俳優、「劇団青年座」研究所、「夢の遊眠社」出身）
- 月野有菜（女優）
- 中川晴樹（俳優、ヨーロッパ企画所属）
- 長門裕之（俳優）
- 中谷さとみ（女優、劇団☆新感線所属）
- 納谷悟朗（俳優・声優）
- 納谷六朗（俳優・声優）
- 花屋ユウ（女優・プロレスラー）
- 藤崎ルキノ（女優）
- 堀朱里（元女優・タレント）
- 本多力（俳優、ヨーロッパ企画所属）
- 雅原慶（ミュージカル女優、元劇団四季所属）
- 安田みずほ（声優）
- 矢野かずき（パントマイム俳優）
- 吉田輝男（俳優）
- 吉田雄樹（俳優）

#### ポップミュージシャン・歌手
- 伊藤美裕（歌手）
- 宇浦冴香（歌手）
- 勝田梨乃（元アイドル、SUPER☆GiRLS）
- 倉木麻衣（歌手）
- 岸田繁（ミュージシャン、くるり）
- 佐藤征史（ミュージシャン、くるり）
- 森信行（ミュージシャン、元くるり）
- 大村達身（ミュージシャン、元くるり）
- 杉田二郎（フォーク・シンガー）
- 竹井詩織里（元シンガーソングライター）
- 中田雅史（シンガーソングライター）
- 鳴瀬シュウヘイ（ミュージシャン）
- ハンサムケンヤ（シンガーソングライター）
- ばんばひろふみ（歌手）
- 松浦雅也（ミュージシャン、ゲームプロデューサー）
- 村上佳佑（歌手）
- 安田寿之（ミュージシャン、元Fantastic Plastic Machine）
- 山口ひろみ（演歌歌手）

#### タレント・コメディアン
- 秋山衣梨佳（タレント、霜降り明星 粗品の元妻）
- 浅越ゴエ（コメディアン、「ザ・プラン9」）
- 植村亜紀（タレント）
- 大松絵美（YouTuber）
- 岡村隆史（中退、コメディアン、「ナインティナイン」）
- こたけ正義感（お笑いタレント）※法科大学院
- サノライブ（お笑い芸人）
- 塩田えみ（タレント、ラジオパーソナリティ）※大学院社会学研究科
- しもばやし（お笑い芸人、「ファミリーレストラン」）
- 高橋茂雄 （お笑いコンビ、「サバンナ 」）
- 浜口愛子（タレント、リポーター、女優）
- ハラダ（お笑い芸人、「ファミリーレストラン」）
- ぶんけい（中退、YouTuber、パオパオチャンネル）
- 桃（タレント、あいのり元メンバー）
- 桃太郎オフィス（YouTuber）
- 八木真澄（お笑いコンビ、「サバンナ」）
- ユリオカ超特Q（コメディアン、漫談家）
- 横山プリン（タレント、放送作家）
- 吉乃すみれ（フードファイター、元グラビアアイドル、元女子プロレスラー、大食いアイドル「満腹ミキティ」）
- レイザーラモンRG（出渕誠、コメディアン、吉本新喜劇）
- 和智日菜子（タレント）

#### 落語家
- 桂小春團治（中退、落語家）
- 桂塩鯛（落語家）
- 桂文紅（落語家）
- 桂咲之輔（落語家）

### マスコミ
- 石川純一（リクルートホールディングス メディアプランナー、就職ジャーナル元編集長）
- 石田秀樹（関西テレビ放送プロデューサー）
- 石戸諭（ジャーナリスト）
- 植木雄一郎（元ラジオ関西プロデューサー）
- 衿野未矢（ノンフィクション作家）
- 延増惇（テレビ朝日記者、元福島テレビアナウンサー）
- 大竹敏之（フリージャーナリスト）
- 岡崎武志（フリーライター、書評家）
- 岡野あつこ（夫婦問題研究家、公認心理師、結婚・離婚カウンセラー、著作家）
- 奥野修司（ジャーナリスト、作家、大宅賞受賞）
- 小尻知博（朝日新聞記者、赤報隊事件の犠牲者）
- 帯純也（TBSテレビプロデューサー）
- 小野隆史（元日本テレビ放送網プロデューサー）
- 片山剛（TBSテレビ制作2部部長）
- 五間岩ゆか（ホリプロチーフマネージャー）
- 佐藤光展（読売新聞記者）
- 佐野章二（「ビッグイシュー」日本版創刊者）
- 杉浦美香（ジャーナリスト、著作家、元産経新聞記者）
- 鈴木ダイスケ（音楽/漫画ライター、エディター。元アンダウン編集長）
- ターザン山本（スポーツライター）
- 寺本泰輔（元中国新聞社新聞編集者）
- 中西正男（芸能記者、元デイリースポーツ社芸能担当記者）
- 奈良井正巳（朝日放送テレビプロデューサー）
- 西谷文和（ジャーナリスト）
- 箱田哲也（朝日新聞社論説委員）
- 橋爪勇介（美術手帖編集長）
- 原佑輔（関西テレビ放送報道記者）
- 伴野智（東北新社プロデューサー）
- 平井文夫（フジテレビ報道局解説副委員長）
- 広尾晃 （スポーツライター）
- 福田卓也（放送作家）
- 古谷経衡（フリーライター）
- 松岡敦司（ニッポン放送元ディレクター）
- 松下宏（自動車評論家）
- 水口健次（戦略デザイン研究所所長、市場調査研究所所長）
- 皆川豪志（ジャーナリスト）
- 村山康文（フォトジャーナリスト）
- 安田峰俊（フリーライター、大宅賞受賞）
- 山本由美子（フリーライター、「第10回読売賞」受賞など）

### アナウンサー
- 飛鳥井雅和 - フリーアナウンサー、元KBS京都
- 有田雅明 - NHK
- 安藤好靖 - 元福井テレビ
- 石井百恵 - テレビ新広島報道部記者・元アナウンサー
- 生田明子 - 信越放送
- 石黒新 - 読売テレビプロデューサー・元アナウンス部長（アナウンサーの経験はない）
- 岩崎心平 - 東日本放送
- 伊藤治明 - フリーアナウンサー、元北海道文化放送
- 井上千沙 - 福島中央テレビ、元NHK長野放送局契約キャスター、元熊本県民テレビ
- 岩崎全智 - 南日本放送、元高知さんさんテレビ
- 宇野名都美 - 元山口朝日放送、元テレビ愛知
- 浦川泰幸 - 朝日放送
- 江川清音 - ウェザーニュースLiVE気象キャスター
- 大沢幸広 - NHK
- 大園康志 - CBCテレビプロデューサー・元アナウンサー・元報道記者
- 大月勇 - 毎日放送プロデューサー・ディレクター・元アナウンサー
- 大谷初美 - 元四国放送
- 大西洋平 - テレビ朝日
- 岡隆一 - NHK
- 岡元昇 - 朝日放送総務局OPEN↑推進部長・元アナウンサー
- 岡本博憲 - 札幌テレビ放送アナウンサー・元報道記者
- 小笠原愛 - フリーアナウンサー（ホリプロ所属）、元NHK神戸放送局・首都圏放送センター契約キャスター
- 影谷かおり - サンテレビ、元NHK京都放送局契約キャスター
- 加藤夏海 - フリーアナウンサー、元テレビ愛媛、元NHK京都放送局契約キャスター
- 金谷有希子 - フリーアナウンサー、元NHK京都放送局契約キャスター、元とちぎテレビ、元福井テレビ
- 神谷斉子 - 元NHK京都放送局契約キャスター、元富山テレビ放送
- 川瀬裕子 - 北陸放送
- 河田直也 - 毎日放送
- 川端義明 - フリーアナウンサー、元NHK
- 岸たけし - 西日本放送
- 岸下恵介 - 岡山放送
- 北本隆雄 - 札幌テレビ放送
- 国広正夫 - 元ラジオ関西
- 久野知美 - フリーアナウンサー
- 久保さち子 - 元岡山放送
- 纐纈琴巴 - 東海テレビ放送アナウンサー
- 小林淳子 - 北日本放送
- 近藤祐司 - スポーツキャスター、アンカーマン
- 酒井弘明 - 元東海ラジオ放送
- 酒井茉耶 - 秋田放送
- 榮真樹 - 広島ホームテレビ
- 矢島（佐野）純子 - フリーアナウンサー、元NHK神戸放送局契約キャスター、元鹿児島讀賣テレビ
- 鮫島大史 - 青森放送
- 澤武博之 - KBS京都
- 澤直美 - フリーアナウンサー、株式会社オフィスキュー代表取締役、元北日本放送
- 庄野俊哉 - 東海テレビ放送
- 清家康広 - 熊本県民テレビ、元秋田放送
- 高塚哲広 - 気象予報士、元朝日放送
- 高谷恵倫 - 女優、元仙台放送
- 高柳光希 - TBS
- 竹内大樹 - RSK山陽放送
- 竹内優美 - フリーアナウンサー、元四国放送、元テレビ大阪
- 竹本たから（多佳良） - フリーアナウンサー、元秋田放送、元NHK奈良放送局契約キャスター
- 田中友英 - RKB毎日放送、元ラジオ大阪
- 谷川恵一 - 北陸放送
- 田村誉主在 - フリーアナウンサー
- 津田明日香 - フリーアナウンサー、元ラジオ関西
- 冨高由喜 - 元新潟テレビ21
- 豊福海央 - あいテレビ
- 永井華子 - フリーアナウンサー、元秋田朝日放送、元NHK札幌放送局契約キャスター
- 中久木大力 - 三重テレビ放送
- 中谷隆宏 - フリーアナウンサー、元山口放送、元TOKYO MXニュースキャスター
- 長峰由紀 - 元TBS
- 永岡克也 - テレビ山口
- 中村智子 - 元朝日放送
- 南波糸江 - フリーアナウンサー
- 西木恵美里 - 元南海放送アナウンサー
- 西山耕平 - 読売テレビアナウンサー・元ディレクター・元報道記者、元長崎文化放送
- 西山加朱紗 - フリーアナウンサー、元静岡第一テレビ
- 西野義和 - 元朝日放送
- 能政夕介 - フリーアナウンサー、Kotokake代表
- 野口晃一郎 - 元岐阜放送
- 橋本裕之 - 元中国放送
- 長谷川豊 - 元フジテレビ、元フリーアナウンサー
- 濱野圭司 - フリーアナウンサー、元KBS京都
- 樋口綾子 - 元NHK高知放送局契約キャスター、元岩手朝日テレビ
- 藤川貴央 - ラジオ大阪、元福島テレビ
- 藤村恵理 - 岐阜放送、元NHK鳥取放送局契約キャスター
- 藤井志保 - フリーアナウンサー、元NHK京都放送局契約キャスター
- 堀川節子 - ラジオパーソナリティ、元KBS京都
- 前田阿希子 - 元毎日放送
- 松枝隆一 - 元福井テレビ
- 松田梨香 - 元山口朝日放送
- 萬代裕子 - フリーアナウンサー、元NHK徳島放送局契約キャスター、元とちぎテレビ
- 御影倫代 - 元長野放送、元フリーアナウンサー
- 水谷勝海 - GAORAチーフアナウンサー、元毎日放送
- 道岡桃子 - フリーアナウンサー、元新潟テレビ21
- 宮本英樹 - KBS京都、元テレビ宮崎
- 武藤綾子 - 元秋田テレビ
- 村上順子 - 元読売テレビ
- 望月杏夏 - 中京テレビ放送
- 山崎弘士 - ラジオパーソナリティ、元KBS京都常務取締役・アナウンサー
- 山崎雄樹 - フリーアナウンサー、元熊本放送
- 山下清貴 - 元NHK
- 世永聖奈 - 北海道放送、元さくらんぼテレビジョン
- 米谷奈津子 - フリーアナウンサー、元エフエム宮崎、元NHK福岡放送局契約キャスター
- 和田光太郎 - 元NHK
- 和田麻実子 - ラジオ大阪、元エフエム福島
- 渡辺三千彦 - 山口放送

### スポーツ

#### 野球関係
- 東克樹（横浜DeNAベイスターズ投手、2018年度セ・リーグ最優秀新人賞）
- 青柴憲一（中退、元読売ジャイアンツ投手、立命館大学初のプロ野球選手、1945年戦死）
- 赤松真人（元広島東洋カープ外野手、2010年度セ・リーグゴールデングラブ賞受賞）
- 池田潤三（中退、元大東京軍内野手）
- 江口行男（梧人）（中退、元名古屋金鯱軍、元阪急軍内野手）
- 大家友和（元横浜ベイスターズ投手、元MLB投手、トロント・ブルージェイズ）プロ入り後の入学）
- 大久保勝信（元オリックス・バファローズ投手、2001年度パ・リーグ最優秀新人賞）
- 大角健二（報徳学園高等学校野球部監督）
- 大友工（元読売ジャイアンツ投手、1953年度沢村栄治賞受賞）
- 岡嶋博治（中退、元中日ドラゴンズ、元阪急ブレーブス内野手）
- 小川裕介（元オリックス・バファローズ投手）
- 葛城育郎（元阪神タイガース外野手）
- 金森隆浩（元中日ドラゴンズ投手）
- 金子侑司（元埼玉西武ライオンズ外野手、2016年度、2019年度パ・リーグ最多盗塁者賞）
- 金刃憲人（元東北楽天ゴールデンイーグルス投手）
- 川崎絢平（明豊高等学校野球部監督）
- 川村徳久（元阪急軍内野手）
- 木全竹雄（元大東京軍外野手）
- 久保山和夫（元プロ野球審判員）
- 古賀真之（プロ野球審判員）
- 後藤正（元名古屋軍内野手、慶應義塾大学から転校）
- 榮枝裕貴（阪神タイガース捕手）
- 阪本敏三（元阪急ブレーブス内野手）
- 坂本裕哉（横浜DeNAベイスターズ投手）
- 桜井俊貴（元読売ジャイアンツ投手）
- 清水貢（天理高等学校硬式野球部元監督）
- 下山真二（元オリックス・バファローズ外野手、現コーチ）
- 田頭欣士（三菱自動車水島内野手・監督）
- 辰己涼介（東北楽天ゴールデンイーグルス外野手）
- 田中総司（元福岡ダイエーホークス投手）
- 徳山武陽（元東京ヤクルトスワローズ投手）
- 徳山文宗（元西武ライオンズ・ロッテオリオンズ・韓国ロッテ・ジャイアンツ外野手）
- 富松信彦（元大阪タイガース外野手）
- 中谷翼（中退、元広島東洋カープ内野手）
- 中谷信夫（元南海ホークス投手）
- 中村真崇（元広島東洋カープ内野手）
- 永山勝（元南海ホークス投手、元福岡ソフトバンクホークススカウト部長、現プロスカウトチーフ）
- 西尾慈高（元阪神タイガース投手）
- 西村進一（中退、元名古屋軍内野手、平安高校監督）
- 長谷川滋利（オリックス・バファローズシニアアドバイザー、元MLBシアトル・マリナーズ、オリックス・ブルーウェーブ投手）
- 林清一（中退、元読売ジャイアンツ外野手）
- 林忠良（パ・リーグ審判員、パシフィック・リーグ審判部前副部長、関西副部長）
- 原田清（元東急フライヤーズ内野手）
- 原貢（中退、東海大学元監督、三池工、東海大相模高校野球部監督として甲子園優勝。原辰徳の父親）
- 肥田高志（元オリックス・バファローズ外野手）
- 平岩嗣朗（元国鉄スワローズ捕手）
- 平田英之（元広島東洋カープおよびロッテオリオンズ投手）
- 平本学（元東京ヤクルトスワローズ投手）
- 藤原通（元阪神タイガース内野手）
- 藤原正典（元阪神タイガース投手）
- 古田敦也（元東京ヤクルトスワローズ監督兼捕手、元労働組合日本プロ野球選手会会長、2015年野球殿堂）
- 松村豊司（元オリックス・バファローズ投手、現兵庫スイングスマイリーズ監督）
- 水田章雄（元福岡ソフトバンクホークス投手）
- 宮崎竜成（千葉ロッテマリーンズ内野手）
- 村川幸信（元大東京軍捕手）
- 籾山幸徳（元読売ジャイアンツ内野手）
- 山足達也（広島東洋カープ内野手）
- 山口忠良（元横浜大洋ホエールズ投手）
- 保井浩一（元東映フライヤーズ内野手・監督）
- 山田秋親（元千葉ロッテマリーンズ投手、元福岡ソフトバンクホークス投手）
- 山本重政（中退、元近鉄バファローズ・阪神タイガース投手）
- 吉田義男（中退、元阪神タイガース遊撃手・監督、1992年野球殿堂）
- 吉見太一（元西武ライオンズ捕手）
- 米川泰夫（中退、元東映フライヤーズ投手）
- 渡辺博文（元サンケイスワローズ投手）

#### サッカー関係
サッカー部に所属していた人物についてはCategory:立命館大学体育会サッカー部の選手を参照。
- 池松大騎（Honda FC）
- 石田英之（元カマタマーレ讃岐）
- 伊藤宏樹（元川崎フロンターレ）
- 井上寛太（元 NKドゥブラヴァ・ザグレブ）
- 内田昂輔（ デリーFC（英語版））
- 江口貴俊（ヴィアティン三重）
- 大田隼輔（栃木シティFC）
- 岡谷良（元滋賀FC、フットサルに転向）
- 垣根拓也（藤枝MYFC）
- 加藤恒平（ チェンライ・ユナイテッドFC）
- 金山隼樹（ファジアーノ岡山）
- 川﨑颯太（1.FSVマインツ05、U-18日本代表、U-19日本代表、U-21日本代表、2023キリンチャレンジカップ日本代表）
- 岸上和樹（ヴィアティン三重）
- 木脇悠太（ モフン・バガン・スーパー・ジャイアント）
- 清原万里江（バニーズ京都SC）
- 國分伸太郎（ギラヴァンツ北九州）
- 小原昇（元栃木SC）
- 小松拓幹（カマタマーレ讃岐）
- 阪田章裕（福島ユナイテッドFC）
- 坂本一輝（MIOびわこ滋賀）
- 實好礼忠（元京都サンガF.C.監督）
- 佐藤淳 - サッカー指導者（大分トリニータフィジカルコーチ）
- 茂平（ブラウブリッツ秋田）
- 修行智仁（FC今治）
- 白井脩平（元Y.S.C.C.横浜）
- 白坂楓馬（鹿児島ユナイテッドFC）
- 鈴木彩貴（元V・ファーレン長崎）
- 関雅至（元Honda FC）
- 髙橋健史（元徳島ヴォルティス）
- 髙畑智也（FC神楽しまね）
- 武田有祐（カマタマーレ讃岐）
- 竹本雄飛（ロアッソ熊本）
- 田中康介（福島ユナイテッドFC）
- 谷口智紀（アスルクラロ沼津）
- 知念雄太朗（元FC琉球）
- 戸高弘貴（カターレ富山）
- 内藤洋平（ギラヴァンツ北九州）
- 永田亮太（カマタマーレ讃岐）
- 中谷喜代志（ヴァンラーレ八戸）
- 中野匠（ヴェルスパ大分）
- 中野瑠馬（京都サンガF.C.、2025シーズン加入予定）
- 西野誠（元カターレ富山）
- 延祐太（福島ユナイテッドFC）
- 東野広太郎（ロアッソ熊本）
- 深水章生（元愛媛FC）
- 福井哲 - サッカー指導者（城西国際大学サッカー部監督）
- 福本尚純（元ファジアーノ岡山）
- 藤井智也 （サンフレッチェ広島F.C）
- 藤田浩平（Cento Cuore HARIMA）
- 藤田祥史（栃木シティFC）
- 藤原広太朗（鹿児島ユナイテッドFC）
- 古部健太（モンテディオ山形）
- 不老伸行（元ヴィッセル神戸）
- 前野貴徳（愛媛FC）
- 松井大輔（横浜FC、アテネ五輪代表・2010 FIFAワールドカップ日本代表）
- 松原浩樹（元清水エスパルス）
- 己浪学（元ラインメール青森FC）
- 村上巧（ロアッソ熊本）
- 森川裕基（カマタマーレ讃岐）
- 山田樹（ブラウブリッツ秋田）

#### アメリカンフットボール
- 礒谷幸始（アメフト選手、IBMビッグブルー）
- 河口正史（アメフト選手、NFLヨーロッパリーグ）
- 木下典明（アメフト選手、NFLヨーロッパリーグ）
- 小島智子（NFLチアリーダー）
- 合田正和（アメフト選手、相模原ライズ）
- 椙田圭輔（アメフト選手、アサヒ飲料チャレンジャーズ）
- 高田鉄男（アメフト選手、パナソニック・パンサーズ）
- 東野稔（アメフト選手、アサヒビールシルバースター所属）
- 長谷川昌泳（アメフト選手、松下電工インパルス所属）

#### ラグビー
- 池町信哉（ラグビー選手、ヤマハ発動機ジュビロ所属）
- 礒田凌平（ラグビー選手、リコーブラックラムズ東京所属）
- 井之上明（ラグビー選手、NTTドコモレッドハリケーンズ所属）
- 植松宗之（ラグビー選手、キヤノンイーグルス所属）
- 宇佐美和彦（ラグビー選手、パナソニックワイルドナイツ所属）
- 江川剛人（ラグビー選手、花園近鉄ライナーズ所属）
- 江口晃平（ラグビー選手、ヤマハ発動機ジュビロ所属）
- 大戸裕矢（ラグビー選手、ヤマハ発動機ジュビロ所属）
- 落合佑輔（ラグビー選手、キヤノンイーグルス所属）
- 川勝主一郎（ラグビー監督、関西ラグビーフットボール協会会長）
- 木曽一（ラグビー選手、ヤマハ発動機ジュビロ所属）
- 工藤良麻（ラグビー選手、ヤマハ発動機ジュビロ所属）
- 藏田知浩（ラグビー選手、NTTドコモレッドハリケーンズ所属）
- 小島佑太 (ラグビー選手)（ラグビー選手、浦安D-Rocks所属）
- 小原稜生（ラグビー選手、豊田自動織機シャトルズ所属）
- 近藤洋至（ラグビー選手、神戸製鋼コベルコスティーラーズ所属）
- 佐々木一徹（ラグビー選手、日本製鉄釜石シーウェイブス所属）
- 沢居寛也（ラグビー選手、神戸製鋼コベルコスティーラーズ所属）
- 島拓也（ラグビー選手、九州電力キューデンヴォルテクス所属）
- 嶋田直人（ラグビー選手、キヤノンイーグルス所属）
- 島田久満（ラグビー選手、レッドハリケーンズ大阪所属）
- 杉下暢（ラグビー選手、NTTドコモレッドハリケーンズ所属）
- 高島忍（ラグビー選手、キヤノンイーグルス所属）
- 谷口智昭（ラグビー選手、トヨタ自動車ヴェルブリッツ所属）
- 辻本雄起（ラグビー選手、サントリーサンゴリアス所属）
- 東郷拓也（ラグビー選手、近鉄ライナーズ所属）
- 冨岡耕児（ラグビー選手、NTTドコモレッドハリケーンズ所属）
- 仲谷聖史（ラグビー選手、ヤマハ発動機ジュビロ所属）
- 中村優樹（ラグビー選手、NTTドコモレッドハリケーンズ所属）
- 西浦洋祐（ラグビー選手、NTTドコモレッドハリケーンズ所属）
- 西村颯平（ラグビー選手、ヤマハ発動機ジュビロ所属）
- 庭井祐輔（ラグビー選手、キヤノンイーグルス所属）
- 萩原寿哉（ラグビー選手、近鉄ライナーズ所属）
- 畠澤諭（ラグビー選手、日本製鉄釜石シーウェイブス所属）
- 林泰基（ラグビー選手、パナソニックワイルドナイツ所属）
- 原山光正（ラグビー選手、コカ・コーラレッドスパークス所属）
- 馬場美喜男（ラグビー選手、トヨタ自動車ヴェルブリッツ所属）
- 福江仙太郎（ラグビー選手、レッドハリケーンズ大阪所属）
- 福士周太（ラグビー選手、日本製鉄釜石シーウェイブス所属）
- 藤野佑磨（ラグビー選手、東芝ブレイブルーパス所属）
- 古川聖人（ラグビー選手、トヨタ自動車ヴェルブリッツ所属）
- 星野明宏（ラグビー指導者）
- 槇原航太（ラグビー選手、トヨタ自動車ヴェルブリッツ所属）
- 三島藍伴（ラグビー選手、キヤノンイーグルス所属）
- 三竹康太（ラグビー選手、花園近鉄ライナーズ所属）
- 村上正幸（元ラグビー選手、神戸製鋼コベルコスティーラーズ所属）
- 森田茂希（元ラグビー選手、NECグリーンロケッツ所属）
- 安井拓馬（ラグビー選手、レッドハリケーンズ大阪所属）
- 山口達也 (ラグビー選手)（ラグビー選手、レッドハリケーンズ大阪所属）
- 山本貫太（ラグビー選手、レッドハリケーンズ大阪所属）
- 吉本匠希（ラグビー選手、三菱重工相模原ダイナボアーズ所属）
- 渡邊彪亮（ラグビー選手、豊田自動織機シャトルズ所属）

#### バスケットボール
- 石塚裕也（バスケットボール選手、西宮ストークス所属）
- 高田紘久（バスケットボール選手、大阪エヴェッサ所属）
- 吉田恵美（バスケットボール選手）
- 前田有香（バスケットボール選手）
- 野町紗希子（バスケットボール選手、アイシン ウィングス所属）
- 安藤正彦（バスケットボール選手、日本クラブバスケットボール連盟所属）
- 坂本美樹（バスケットボール選手、トヨタ紡織サンシャインラビッツ所属）
- 梅田彩香（バスケットボール選手、アイシン ウィングス所属）

#### 格闘技
- 大野陽子（柔道選手）
- 奥田朋子（プロボクサー、女子バンタム級東洋太平洋チャンピオン）
- 寺地永（元プロボクサー、ミドル級日本チャンピオン、現城陽市議会議員）
- 野崎舞夏星（女子相撲選手、フジテレビ社員）
- 水口剛（大相撲力士養成員）
- 八尋史朗（元プロボクサー、ライトフライ級東洋太平洋チャンピオン）
- 山口剛玄（空手家）
- 山舗公義（柔道家、元津市議会議員）

#### プロレス
- 忍（プロレスラー、666所属）
- 棚橋弘至（プロレスラー、新日本プロレス所属）
- 宇藤純久（プロレスラー、大日本プロレス所属）

#### 陸上競技
- 青木奈波（陸上競技選手、岩谷産業所属）
- 池内彩乃（陸上競技選手、デンソー所属）
- 池田睦美（陸上競技選手）
- 太田琴菜（陸上競技選手、日本郵政グループ所属）
- 大森菜月（陸上競技選手、ダイハツ所属）
- 加賀山恵奈（陸上競技選手）
- 加納由理（陸上競技選手、資生堂所属）
- 菅野七虹（陸上競技選手、豊田自動織機所属）
- 小島一恵 （陸上競技選手、豊田自動織機所属）
- 小谷優介（短距離走選手、住友電工所属）
- 小林美香 (陸上選手)（元陸上競技選手）
- 佐藤成葉（陸上競技選手）
- 関紅葉（陸上競技選手）
- 田中華絵（陸上競技選手、第一生命→資生堂所属）
- 田中佑美（陸上競技選手、富士通所属）
- 津田真衣（陸上競技選手）
- 沼田未知（陸上競技選手、豊田自動織機所属）
- 樋口紀子（陸上競技選手、ワコール所属、東京マラソン2011 優勝）
- 真部亜樹（陸上競技選手）
- 籔下明音（陸上競技選手、豊田自動織機所属）
- 和田優香里（陸上競技選手、積水化学所属）

#### 自転車競技
- 里見恒平（競輪選手、元アメリカンフットボール選手）
- 住田修（自転車競技選手、アトランタ五輪代表）
- 竹之内悠（シクロクロス選手）
- 辻貴光（プロロードレース選手）

#### 競馬
- 石坂正（日本中央競馬会調教師）
- 大久保正陽（日本中央競馬会騎手・調教師）
- 川合達彦（日本中央競馬会騎手・調教助手。大学入学資格検定を受検し入学）
- 白井寿昭（日本中央競馬会調教師）

#### アーティスティックスイミング
- 磯田陽子（アーティスティックスイミング）
- 乾友紀子（アーティスティックスイミング）
- 江上綾乃（アーティスティックスイミング）
- 北尾佳奈子（アーティスティックスイミング）
- 武田美保（アーティスティックスイミング）
- 藤井来夏（アーティスティックスイミング）
- 米田容子（アーティスティックスイミング）

#### その他のスポーツ
- 浅田梨紗（飛込競技選手）
- 稲垣正司（プロバトントワリング選手）
- 内田嘉弘（登山家）
- 太田格之進（レーシングドライバー）
- 神野由佳（スピードスケート選手、綜合警備保障所属）
- 木村朱美（プロバトントワリング選手）
- 阪口真紀（ホッケー選手）
- 田中健太（プロホッケー選手）
- 田中哲也（レーシングドライバー）
- 土橋茜子（近代五種競技選手、元トライアスロン選手）
- 永井奈都（プロゴルファー）
- 西村晃一（ビーチバレー選手）
- 埜口遥希（ロードレースレーサー） ※在学中に死去
- 平岡卓（プロスノーボード選手）
- 古市忠夫（プロゴルファー）
- makiba (プロゲーマー)
- 牧野幸雄（セーリング選手）
- 馬淵優佳（飛込競技選手）
- 薬師義美（登山家）
- 山本辰生（ビーチバレー選手）
- 山本雄史（バレーボール選手）
- 吉岡美帆（セーリング選手）
- 若宮三紗子（卓球選手）

### その他
- 伊東雋祐（ろう教育者）
- 稲川良夫（クイズ王、第11回アメリカ横断ウルトラクイズクイズ王）
- 加藤曻（大日本帝国海軍中尉）
- 楠木早紀（競技かるた選手）
- 久保隆二（クイズ作家）
- 倉本寛司（在アメリカ被爆者協会名誉会長）
- 神野正史（予備校講師《河合塾》）
- 高野悦子（『二十歳の原点』著者）
- 田中美咲（社会起業家）
- 長戸勇人（クイズ王、第13回アメリカ横断ウルトラクイズクイズ王）
- 野上ふさ子（NPO法人代表、新左翼活動家）
- 野口恒治（チェスプレイヤー）
- 林幸治郎（ちんどん屋）
- 古川洋平（クイズ作家）
- 松尾清三（クイズ王、第1回アメリカ横断ウルトラクイズクイズ王）
- 山本晃也（フードファイター）

## 博士号取得者
- 小原雅博（外交官、東京大学教授）
- 塚本隆敏（経済学者、中京大学名誉教授）
- 葛野尋之（刑事法学者、一橋大学教授）
- 米谷隆三（商法学者、東京商科大学教授、日本学士院賞受賞）